# 基督堂 (耶路撒冷)
31°46′34″N 35°13′45″E / 31.776075°N 35.229056°E
基督堂（Christ Church, Jerusalem）是耶路撒冷的一座圣公会教堂，靠近雅法门。 
这是中东最古老的一座更正教教堂，建成于1849年。伦敦犹太人布道会（London Society for Promoting Christianity Amongst the Jews，现在称为犹太人教会事工，Church's Ministry Among Jewish People或 CMJ）帮助建造了这座教堂，并继续负责这座教堂，直至今日。基督堂曾是圣公会耶路撒冷主教驻地，直到1899年圣乔治座堂落成。